# Nesrine Brinis
Nesrine Brinis (Túnez, 25 de marzo de 1990) es una atleta tunecina, especialista en la prueba de salto con pértiga, en la que logró ser medallista de bronce africana en 2018

## Carrera deportiva
En el Campeonato Africano de Atletismo de 2018 celebrado en Asaba (Nigeria) ganó la medalla de bronce en el salto con pértiga, con un salto por encima de 4.90 metros, siendo superada por su paisana tunecina Dorra Mahfoudhi (oro con 4.10 metros) y por la egipcia Dina Eltabaa (plata con 4.05 metros).